# Aya Ueto
Aya Ueto (jap. 上戸彩 Ueto Aya; ur. 14 września 1985 w dzielnicy Nerima, w Tokio) – japońska aktorka i piosenkarka. W 1997 r. na siódmym ogólnokrajowym konkursie młodych piękności zdobyła nagrodę specjalną. Otworzyło jej to drzwi do reklamy, co miało wpływ na przyszły wybór kariery aktorskiej. W 1999 r. wraz z Nejiki Mami, Fujiya Mai, Nishiwaki Manami utworzyła grupę Z-1, która przed rozpadem nagrała pięć singli. Dwa lata po rozpadzie Z-1, już jako solistka podpisała kontrakt z wytwórnią płytową Pony Canyon co zaowocowało w 2002 r. pierwszym singlem Pureness, a w 2003 r. płytą AYAUETO. Karierę aktorską rozpoczęła w 1999 r., w filmie Murderer - killer of paraiso. Aya ma dwóch starszych od siebie braci, Makoto o szesnaście lat i Shuna o dwa lata.

## Filmografia

### Seriale (J-DRAMA)
- 2015: I'm Home | Aimu Homu jako Ieji Megumi, TV Asahi
- 2014: Hirugao jako Sasamoto Sawa, Fuji TV
- 2014: Itsuka Hi no Ataru Basho de SP, NHK
- 2013: Hanzawa Naoki jako Hanzawa Hana, TBS
- 2013: Itsuka Hi no Ataru Basho de jako Komoriya Hako, NHK
- 2012: Kuruma Isu de Boku wa Sora wo Tobu jako Kato Kumi, NTV
- 2012: Kaneko Misuzu Monogatari, TBS
- 2011: Zettai Reido 2 jako Sakuragi Izumi, Fuji TV
- 2011: Zettai Reido SP, Fuji TV
- 2010: Nagareboshi jako Makihara Risa, Fuji TV
- 2010: Juunen Saki mo Kimi ni Koishite jako Onozawa Rika, NHK
- 2010: Zettai Reido jako Sakuragi Izumi, Fuji TV
- 2009: Kekkon jako Chikage Uehara, TV Asahi
- 2009: Konkatsu! jako Hida Haruno, Fuji TV
- 2008: Celeb to Binbō Taro jako Mitazono Alice, Fuji TV
- 2008: Hokaben jako Domoto Akari, NTV
- 2008: Attention Please SP, Fuji TV
- 2007: Abarenbo Mama jako Kawano Ayu, Fuji TV
- 2007: Hotelier jako Odagiri Kyoko, TV Asahi
- 2007: Wachigaiya Itosato, TBS
- 2007: Wataru Seken wa oni Bakari Season 8 (ep50) jako Kojima Kana, TBS
- 2007: Ri Kouran jako Ri Kouran, TV Tokyo
- 2007: Attention Please SP, Fuji TV
- 2006: Shimokita Sundays jako Satonaka Yuika, TV Asahi
- 2006: Attention Please jako Misaki Yoko, Fuji TV
- 2006: Tsubasa no Oreta Tenshitachi jako Nanako, Fuji TV
- 2005: Nada Sousou, TBS
- 2005: Koto, TV Asahi
- 2005: Misora Hibari Tanjou Monogatari jako Kato Kazue (15-20 letnia) TBS
- 2005: Attack No.1 jako Ayuhara Kozue, TV Asahi
- 2005: Yoshitsune jako Utsubo, NHK
- 2004: Ace wo Nerae Kiseki e no Chousen, TV Asahi
- 2004: Reikan Bus Guide Jikenbo gościnnie w ep 3, TV Asahi
- 2004: Ace wo nerae jako Oka Hiromi, TV Asahi
- 2003: Namahoso wa Tomaranai, TV Asahi
- 2003: Satokibi Batake no Uta, TBS
- 2003: Hitonatsu no Papa e jako Mochizuki Marimo, TBS
- 2003: Kou Kou Kyoushi 2003 jako Machida Hina, TBS
- 2002: Wataru Seiken wa Oni Bakari jako Kojima Kana w sezonie 6, TBS
- 2002: My Little Chef jako Kamosawa Nazuna, TBS
- 2001: 3 nen B gumi Kinpachi jako Tsurumoto Nao w sezonie 6, TBS
- 2001: Yome wa mitsuboshi jako Shinjyo Mayumi, TBS
- 2000: Namida o fuite jako Fuchigami Momo, Fuji TV

### Filmy
- 2014: Thermae Romae II jako Mami Yamakoshi
- 2014: Itsuka Hi no Ataru Basho de SP, NHK
- 2013: Itsuka hi no ataru basho de: Special jako Hako Komoriya
- 2013: Bushi no kondate jako Haru Funaki
- 2013: Oshin jako Fuji Tanimura
- 2012: Kurumaisu de boku wa sora wo tobu jako Kumi Katō
- 2012: Thermae Romae jako Mami Yamakoshi
- 2012: Kaneko Misuzu Monogatari Minna Chigatte, Minna Ii jako Misuzu Kaneko, TBS
- 2011: Zettai Reido SP, Fuji TV
- 2010: Surely Someday
- 2010: Ai wa Mieru jako Tatematsu Juri, Fuji TV
- 2009: BATON
- 2008: Sakura no Sono / The Cherry Orchard jako Rimi
- 2008: Attention Please SP jako Misaki Yoko, Fuji TV
- 2007: Piano no mori / Piano Forest: The Perfect World of Kai jako Ichinose Kai (głos)
- 2007: Wachigaiya Itosato jako Itosato, TBS
- 2007: Attention Please SP, Fuji TV
- 2005: Ashita genki ni na~re! ~hanbun no satsumaimono~ / Tomorrow Will Be a Brighter Day! ~half a sweet potato~ jako Nakane Kayoko (głos)
- 2005: Azumi 2 Death or Love jako Azumi
- 2005: Nada Sousou jako Oda Miki, TBS
- 2005: Koto, TV Asahi
- 2004: Na łączach jako Nosawa Asako
- 2003: Azumi jako Azumi
- 2003: Satokibi Batake no Uta jako Hirayama Mie, TBS
- 2003: Namahoso wa Tomaranai jako siebie, TV Asahi
- 2002: Peter Pan 2: Neverland no himitsu / Return To Neverland jako Jane (głos)
- 1999: Satsujinsha~keep of paraiso~ / Murderer KILLER OF PARAISO jako Hikari

### DVD
- 2007: UETO AYA BEST LIVE TOUR 2007 "Never Ever"
- 2005: UETO AYA LIVE TOUR 2005 "Genki hatsu ratsuu?"
- 2005: Attack No.1 Clips
- 2005: UETO AYA CLIPS 02
- 2004: Ueto Aya in Install
- 2003: UETO AYA in GUNDAM PLA-MODEL CM
- 2003: UETO AYA CLIPS 01
- 2003: UETO AYA FIRST LIVE TOUR Pureness 2003
- 2003: uetoaya films vol.1 "PUZZLE"
- 2001: THE COMPLETE Ueto Aya

## Dyskografia

### Albumy
| Data wydania | Album                                | Sprzedanych płyt |
| ------------ | ------------------------------------ | ---------------- |
| 2009.07.15   | Happy Magic: Smile Project           | b.d              |
| 2006.09.20   | BEST of AYA UETO -Single Collection- | 48.000           |
| 2006.03.08   | License                              | 22.000           |
| 2005.08.24   | UETOAYAMIX                           | 7.000            |
| 2004.12.08   | Re.                                  | 35.000           |
| 2004.03.03   | MESSAGE                              | 75.000           |
| 2003.03.12   | AYAUETO                              | 54.000           |

### Single
| Data wydania | Singel                               | Sprzedanych płyt |
| ------------ | ------------------------------------ | ---------------- |
| 2007.05.30   | Namida no Niji/SAVE ME               | 15.000           |
| 2007.03.14   | way to heaven                        | 12.000           |
| 2006.02.15   | Egao no Mama de                      | 13.000           |
| 2005.08.03   | Kaze wo Ukete                        | 27.000           |
| 2005.06.08   | Yume no Chikara                      | 85.000           |
| 2004.11.17   | Usotsuki                             | 26.000           |
| 2004.07.28   | Afuresou na Ai Daite/Namida wo Fuite | 34.000           |
| 2004.06.16   | Kaze/Okuru Kotoba                    | 44.000           |
| 2004.02.04   | Ai no Tame ni.                       | 99.000           |
| 2003.11.27   | Binetsu                              | 24.000           |
| 2003.08.27   | Kanshou/MERMAID                      | 40.000           |
| 2003.05.14   | Message/Personal                     | 28.000           |
| 2003.02.26   | Hello                                | 41.000           |
| 2002.11.07   | Kizuna                               | 57.000           |
| 2002.08.28   | Pureness                             | 96.000           |

## Nagrody i Nominacje
- 2006: 12th E-Line Beautiful Prize
- 2005: Nail Queen 2005 Prize
- 2005: 12th Best Smile Prize
- 2005: 45th ACC Best CM Actress Award
- 2005: 2005 Best Hair Award
- 2004: Triumph Little Devil Prize
- 2004: 17th DVD & Video Data First Prize - Best Talent Prize
- 2004: 41st Golden Arrow Awards - Best Newcomer in a film Prize
- 2004: 27th Japan Academy Awards - Best Lead Actress Prize, - Newcomer in a Film Prize
- 2004: 28th Elandor Awards - Rookie of the Year Prize
- 2004: 13th Japan Movie Critic First Prize ・Rookie of the Year Prize
- 2003: 11th Hashida Awards - Rookie of the Year Prize
- 2003: 40th Golden Arrow Awards - Rookie of the Year Prize
- 2003: 14th Japan Jewelry - Best Dresser Prize